# Malcolm Island (British Columbia)
Malcolm Island ist eine Insel zwischen dem Festland der kanadischen Provinz British Columbia und der vorgelagerten Insel Vancouver Island. Malcolm Island gehört zur Inselgruppe des Broughton-Archipels und liegt im Regional District of Mount Waddington.
Die Geschichte der Besiedlung reicht dabei weiter zurück als nur die Betrachtung durch die der europäischen Siedler, da vor deren Ansiedlung das Gebiet schon Siedlungs- und Jagdgebiet der First Nations war. Hauptsächlich siedelten hier Angehörige vom Volk der Kwakiutl, die zu den Kwakwaka'wakw gehören. Im Westen der Insel befindet sich heute ein 196 Hektar großes Indianerreservat („Malcolm Island 8“) der Kwakiutl.
Bevölkerungsschwerpunkt und Zentrum der Insel ist das zentral an der Südküste gelegene Sointula. In dem Dorf befindet sich auch der Fähranleger der Insel. Von hier verkehren mehrmals täglich die Fähren von BC Ferries nach Port McNeill auf Vancouver Island. Der Norden der Insel ist weitgehend unbewohnt. Dort liegt allerdings mit dem „Bere Point Regional Park“ ein kleiner Regionalpark mit Campingplatz und Picknickbereich der durch den Regional District of Mount Waddington betreut wird.

## Lage
Die Insel liegt am östlichen Ende der Königin-Charlotte-Straße. Innerhalb der Inselgruppe liegt die Insel im Südwesten. Südlich der Insel, durch die Broughton Strait und den Cormorant Channel getrennt, liegen Vancouver Island sowie Cormorant Island mit Alert Bay und die Pearse Islands mit dem Cormorant Channel Marine Provincial Park. Die Gewässer südöstlich davon gehören zur Johnstone-Straße.

## Namensherkunft
Die Insel wurde nach dem britischen Marineoffizier Admiral Pulteney Malcolm benannt.